# محمد فاروق (بازیکن فوتبال، زاده ۱۹۸۹)
محمد فاروق (عربی: محمد فاروق؛ زادهٔ ۱۴ سپتامبر ۱۹۸۹) ورزشکار اهل مصر است.
از باشگاه‌هایی که در آن بازی کرده‌است می‌توان به باشگاه ورزشی الاهلی مصر اشاره کرد.
وی همچنین در مصر بازی کرده است.